# Kiss György (politikus)
Kiss György (Sajószentpéter, 1949. július 13. – ) magyar politikus, jogász, országgyűlési képviselő.

## Életpályája

### Iskolái
1973–1979 között a Pécsi Tudományegyetem Jogtudományi Karának hallgatója volt.

### Pályafutása
1967–1969 között a Cement- és Mészművek hejőcsabai gyárában meósként dolgozott. 1969–1972 között a Miskolci Járásbíróságon adminisztrátorként tevékenykedett. 1972–1978 között a Borsod Megyei Tanács Miskolci Járási Hivatalának főelőadója, 1978–1983 között osztályvezetője volt. 1984–1990 között a Borsod Megyei Tanács szervezési és jogi osztályának főmunkatársa volt. 1994–1995 között a Borsod-Abaúj-Zemplén és a Heves Megyei Köztársasági Megbízott Hivatala főtanácsosa volt. 1995-től a Borsod-Abaúj-Zemplén Megyei Közigazgatási Hivatal főosztályvezetője volt.

### Politikai pályafutása
1988–2004 között a Magyar Demokrata Fórum tagja volt. 1990–1994 között országgyűlési képviselő (Miskolc) volt. 1990–1994 között az Alkotmányügyi, törvényelőkészítő és igazságügyi bizottság tagja volt. 1993–1994 között az Ügyrendi bizottság tagja volt.

## Családja
Szülei: Kiss László és László Aranka voltak. Két lánya van: Ágnes (1979) és Réka (1982).

## Díjai
- Magyary Zoltán-emlékérem (2002)